# Beta Bootis
Beta Bootis (β Boo / β Bootis, Bêta Bootis) este o stea variabilă eruptivă din constelația Boarul.
Beta Boötis este une gigantă galbenă de tip G cu o magnitudine aparentă de 3,5.
Numele său tradițional Nekkar provine din arabă Al-Baqqar, semnificând „Conducătorul boilor”, „Boarul”. Steaua est uneori denumită și Merez.

## Observare
Este o stea  situată pe emisfera cerească boreală. Poziția sa moderat boreală oferă posibilitatea de a fi ușor observabilă mai ales din Emisfera Nordică, în ceea ce privește Emisfera Sudică nu este observabilă la latitudini mai mari de zona tropicală.
Fiind de magnitudine 3,488, steaua se poate observa chiar și din mici centre urbane cu un cer nocturn nepoluat luminos în mod excesiv.
Perioada cea mai potrivită de observare pe cerul de seară este cuprinsă între sfârșitul lunii mai și luna septembrie; în Emisfera Nordică este vizibilă chiar și la începutul toamnei, mulțumită declinației boreale a stelei, însă în Emisfera Sudică ea poate fi observată doar în lunile toamnei australe târzii.